# یواس‌اس استارک
| یواس‌اس استارک                          | یواس‌اس استارک                                                  |
| -------------------------------------- | -------------------------------------------------------------- |
| استارک در حال سوختن پس از اصابت موشک‌ها |                                                                |
| اطلاعات کلی                            |                                                                |
| برگرفته از نام                         | هارولد رینزفورد استارک                                         |
| کلاس                                   | Oliver Hazard Perry                                            |
| کشور سازنده                            | ایالات متحده آمریکا                                            |
| ساخت کارخانه                           | تود پاسیفیک شیپ‌یارد                                            |
| تاریخ به آب اندازی                     | ۲۴ اوت ۱۹۷۹                                                    |
| ورود به ناوگان                         | ۲۳ اکتبر ۱۹۸۲                                                  |
| مشخصات                                 |                                                                |
| طول کشتی                               | ۱۳۸ متر                                                        |
| ارتفاع ستون                            | ۱۴ متر                                                         |
| بارگیری استاندارد                      | ۴۱۰۰ تن                                                        |
| حداکثر ظرفیت بارگیری                   | ۴۲۰۰ تن                                                        |
| نوع موتور                              | ۲ عدد موتور LM2500 جنرال الکتریک به قدرت ۳۱۰۰۰ کیلووات         |
| تعداد خدمه                             | ۲۲۶ نفر                                                        |
| سرعت                                   | ۲۹ گره دریایی                                                  |
| برد عملیاتی                            | ۵۰۰۰ مایل دریایی با سرعت ۱۹ گره دریایی                         |
| جنگ‌افزارها                             |                                                                |
| توپخانه                                | اوتوبردا ۷۶ میلیمتر                                            |
| سیستم موشکی                            | موشک ضد کشتی بوئینگ هارپون                                     |
| رادار                                  | رادار هوایی AN/SPS-49 رادار سطحی AN/SPS-55 رادار زیرسطحی سونار |
| توپخانه ضدهوایی                        | سیستم پدافند نزدیک فالانژ ۲۰ میلیمتری                          |
| موشک دفاع هوایی                        | ریم-۶۶ استاندارد                                               |
| هواگردهای قابل حمل                     | ۲ فروند هلیکوپتر اس‌اچ-۶۰ شاهین دریا                            |
| سایر جنگ افزارها                       | اژدر ضد کشتی مارک ۳۲ اژدر ضد کشتی مارک ۴۶                      |
| سرنوشت                                 |                                                                |
| تاریخ و محل بازسازی                    | ۱۹۹۰-کشتی‌سازی اینگالز                                          |
| تاریخ خروج از خدمت                     | ۷ می ۱۹۹۹                                                      |
| تاریخ و محل اوراق شدن                  | ۲۱ ژانویه ۲۰۰۶ پایگاه دریای می‌پورت                             |

یواس‌اس استارک (به انگلیسی: USS Stark FFG-31) بیست و سومین کشتی جنگی از کلاس ناوچه‌های موشک‌انداز اولیور هازاد پری بود. نام این ناوچه موشک‌انداز از نام دریاسالار هارولد رینزفورد استارک (۱۲ نوامبر ۱۸۸۰-۲۱ اوت ۱۹۷۲) گرفته شده‌ است. استارک در مارس ۱۹۸۷ به خلیج فارس وارد شد و مأموریتش گشت در شمال و مرکز خلیج فارس در طی دوره‌ای ۸ هفته‌ای بود. در ۱۷ می همان سال این کشتی مورد حمله یک فروند جنگنده میراژ اف۱ عراقی قرار گرفت و آسیب جدی دید. ۳۷ تن از ملوانان کشتی با برخورد دو موشک اگزوسه کشته شدند. بعد از این آسیب، استارک به بحرین برده شد و پس از تعمیرات مقدماتی به بندر پایگاه دریای می‌پورت در فلوریدا برده شد و تا ۱۹۹۹ فعال بود و سرانجام در سال ۲۰۰۶ اوراق گردید.

## شرح حمله
در بعدازظهر ۱۷ می ۱۹۸۷ یک فروند هواپیمای داسو میراژ اف۱ از پایگاه هوایی شعیبیه در نزدیکی بغداد به هوا برخاست. جنگنده عراقی تقریباً در تمام طول پرواز توسط هواپیمای آواکس ای-۳ سنتری متعلق به نیروی هوایی آمریکا که بر فراز ظهران عربستان سعودی در حال پرواز بود، رهگیری می‌شد. هواپیمای ای-۳ سنتری جنگنده عراقی را اولین بار در ساعت ۷:۵۵ بعدازظهر شناسایی کرد. 
همچنین متوجه شد که جنگنده در مسیر ۱۵۵ درجه به طرف جنوب شرق در حال پرواز است. از این زمان به بعد هواپیمای هشدار سریع و فرماندهی هوایی موقعیت جنگنده میراژ را دائماً گزارش می‌کرد. حدوداً یک ساعت بعد، جنگنده میراژ از آخرین خط شناسایی (خطی که تقریباً در مدار ۲۷ درجه و ۳۰ دقیقه از وسط خلیج فارس کشیده می‌شد) عبور کرد. 
هواپیمای عراقی در ارتفاع ۱۰۰۰ پایی، در ۱۵مایلی ساحل عربستان سعودی و با سرعت ۳۰۰ مایل پرواز می‌کرد و سپس رو به شمال به طرف خاک ایران تغییر جهت داد. پس از این تغییر مسیر، هواپیمای آواکس فرکانس گزارش‌دهی خود را تقویت کرده و گزارش‌های دریافتی مستقیماً از طریق سیستم اطلاعات فنی نیروی دریایی به نزدیکترین کشتی، یعنی ناوچه یواس‌اس کونتز (به انگلیسی: USS Coontz) و پس از آن به ناوچه استارک بازپخش می‌گردید. 
به دلیل ارتفاع نسبتاً کم میراژ، ناوهای آمریکایی موجود در منطقه قادر به رهگیری آن نبودند. جنگنده عراق برای اولین بار در ساعت ۸:۴۳ دقیقه بعد از ظهر، زمانیکه در ۱۲۰ مایل دریایی ناوچه استارک قرار داشت به وسیلهٔ رادارهای ناوچه یواس‌اس کونتز در جهت ۲۸۵ درجه شناسایی شد. ناو استارک با تغییر جهت آنتن خود توانست هواپیما را در ساعت ۸:۵۵ شناسایی کند. هواپیما در فاصله تقریباً ۷۰ مایلی و در زاویه ۲۶۰ درجه ناوچه‌ای قرار داشت.
در همین زمان سرپرست دیده‌بانی ناوچه استارک به افسر عملیات تاکتیکی اطلاع داد که هواپیما تقریباً در ۴۳ مایلی کشتی قرار دارد. ساعت ۹:۰۵ جنگنده میراژ مستقیماًً به طرف ناوچه استارک تغییر مسیر داد و در فاصله ۵٫۳ مایلی کشتی قرار گرفت. پس از چند لحظه خدمه استارک دریافتند که رادار جنگنده بر روی آن‌ها قفل کرده‌است. زمانیکه هواپیمای میراژ وارد محدوده ۵٫۲ مایلی کشتی شد و اولین موشک اگزوست خود را به طرف ناوچه شلیک کرد. در ساعت ۹:۰۹ دقیقه، برج دیده‌بانی سمت چپ کشتی گزارش داد اولین موشک به ناوچه نزدیک می‌شود. تا این لحظه رادار کشتی هنوز نتوانسته بود موشک را شناسایی کند.
ناوچه استارک پنج ثانیه بعد مورد اصابت موشک ضد کشتی اگزوسه قرار گرفت. اولین موشک به سمت چپ کشتی و بر روی عرشه دوم فرود آمد. موشک فوق منفجر نشد، اما به دو بخش تقسیم شد که در حدود ۳۰۰ پوند سوخت قابل اشتعال آن وارد اقامتگاه خدمه کشتی شد که ملوانان در آن لحظه در محل مزبور حضور داشتند و پس از عبور از آرایشگاه و دفتر پستی تا سمت دیگر کشتی پیش رفت. 
برق مرکز اطلاعات رزمی برای لحظه‌ای قطع شد، اما بیشتر خدمه متوجه نشدند که کشتی مورد هدف قرار گرفت. موشک دوم چند ثانیه بعد شلیک و در ساعت ۹:۱۰ دقیقه بعد از ظهر منفجر شد. موشک دوم نیز به همان مکان عمومی در اقامتگاه خدمه کشتی برخورد کرد که در نزدیکی مرکز اطلاعات رزمی کشتی قرار داشت. انفجار موشک دوم باعث شد تا سوخت به جای مانده از موشک اول نیز به آتش کشیده شود و در نهایت ۶۰۰ پوند سوخت دو موشک در محل اقامت خدمه کشتی مشتعل گردد.
در ساعت ۱۱:۳۰ یدک‌کش نجات سر رسید که برای خنک کردن مخازن کشتی با خود تانکر و شلنگ آب آورده بود. آن‌ها موفق شدند با تخلیه مخازن آب یدک‌کش نجات در مسیر پیشروی آتش، از انفجار احتمالی کشتی جلوگیری کنند.

## بعد از حادثه
حکومت وقت عراق از انجام این حمله عذرخواهی کرد و غرامت جانباختگان را پرداخت کرد. اما ایالات متحده ایران را متهم کرد که با گسترش جنگ در خلیج فارس موجبات این قبیل حوادث را به‌وجود آورده است.

بعد از حادثه، سناتور رابرت دل در اظهاراتش عنوان داشت:
ما باید در مورد آنچه که امروز در خلیج فارس انجام می‌دهیم تجدید نظر کنیم.
در ادامه کنگره آمریکا از رونالد ریگان خواست تا در مورد استراتژی و اهداف حضور نظامیان در خلیج فارس توضیح دهد. کنگره همچنین عربستان سعودی را به دلیل انجام ندادن اقدامی در مقابل حضور جنگنده عراقی در خاک کشورش مورد انتقاد قرار داد.
استارک در تاریخ ۵ اوت ۱۹۸۷ وارد پایگاه نظامی دریایی می‌پورت شد و مورد بازسازی قرار گرفت. هزینه بازسازی این کشتی ۱۴۲ میلیون دلار ارزیابی شد. این کشتی در ادامه فعالیت کوتاه خود در نیروی دریایی، تنها به مرزبانی دریایی در محدوده آب‌های سرزمینی آمریکا گماشته شد. این کشتی در نوامبر ۱۹۹۹ از سرویس‌دهی خارج شد و در ۲۶ آوریل ۲۰۰۶ اوراق شد.